# Кјел Карлстрем
Кјел Карлстрем (фин. Kjell Carlström; 18. октобар 1976. Порво) бивши је фински професионални бициклиста и тренутни спортски директор. Као аматер је победио на бициклистичкој трци Кроз Србију 1999. Бициклизмом је почео професионално да се бави 2002. возећи за пољско-италијански тим Аморе е Вита, након чега је возио Ликвигас—бјанки и Скај. Највећи успех у каријери му је учешће на Тур де Франсу 2005, 2006. и 2007. као и освајање другог места на осмој етапи 2006.